# Uciec, ale dokąd?
Uciec, ale dokąd? (ang. Nowhere to Run) – amerykański film z 1993 roku w reżyserii Roberta Harmona z Jean-Claude’em Van Damme’em, Rosanną Arquette, Kieranem Culkinem, Tedem Levine’em i Joss Ackland w rolach głównych.
Budżet filmu wynosił piętnaście milionów dolarów amerykańskich. W Stanach Zjednoczonych film zarobił 22 189 039 $, a poza granicami USA 30 mln $.

## Fabuła
Sam Gillen niesłusznie odsiaduje wyrok w zakładzie karnym. Dzięki pomocy przyjaciela udaje mu się uciec. Trafia do rodziny, która jest nękana przez bezwzględnego przedsiębiorcę budowlanego. Postanawia jej pomóc, przez co ścigany jest zarówno przez policję, jak i płatnych morderców.

## Obsada
- Jean-Claude Van Damme jako Sam Gillen
- Rosanna Arquette jako Clydie Anderson
- Kieran Culkin jako Mike „Mookie” Anderson
- Ted Levine jako pan Dunston
- Tiffany Taubman jako Bree Anderson
- Edward Blatchford jako szeryf Lonnie Cole
- Anthony Starke jako Billy
- Joss Ackland jako Franklin Hale
- Peter Malota jako więzień
  - Andrzej Matul – lektor